# Georg Zacharias
Pour les articles homonymes, voir Zacharias.
Georg Zacharias (né le 14 juin 1884 et mort le 31 juillet 1953) est un ancien nageur allemand.

## Palmarès

### Jeux olympiques
- Jeux olympiques de 1904 à Saint-Louis (États-Unis) :
  -  Médaille d'or du 440 yards brasse.
  -  Médaille de bronze du 100 yards dos.

Engagé sur le 200 mètres brasse lors des Jeux olympiques de 1908, il déclare finalement forfait.